# Mengabril
Mengabril je španělská obec situovaná v provincii Badajoz (autonomní společenství Extremadura).

## Poloha
Obec se nachází na levém břehu řeky Ortigas mezi Medellínem a Don Benitem. Je vzdálena 117 km od města Badajoz. Patří do okresu Vegas Altas a soudního okresu Don Benito.

## Historie
V roce 1834 se obec stává součástí soudního okresu Don Benito. V roce 1842 čítala obec 99 usedlostí a 341 obyvatel.

## Odkazy

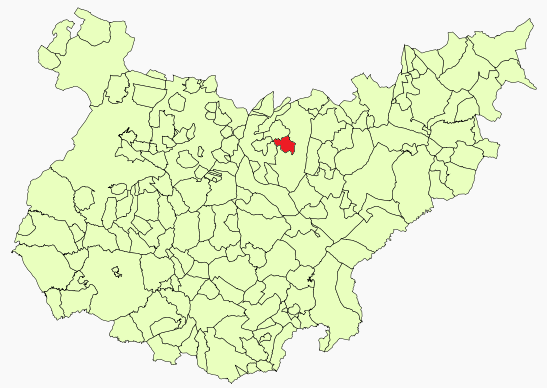
Poloha obce v provincii Badajoz

## Demografie
| Populace obce Mengabril z let (1842–2010) | Populace obce Mengabril z let (1842–2010) | Populace obce Mengabril z let (1842–2010) | Populace obce Mengabril z let (1842–2010) | Populace obce Mengabril z let (1842–2010) | Populace obce Mengabril z let (1842–2010) | Populace obce Mengabril z let (1842–2010) | Populace obce Mengabril z let (1842–2010) | Populace obce Mengabril z let (1842–2010) | Populace obce Mengabril z let (1842–2010) | Populace obce Mengabril z let (1842–2010) | Populace obce Mengabril z let (1842–2010) | Populace obce Mengabril z let (1842–2010) | Populace obce Mengabril z let (1842–2010) | Populace obce Mengabril z let (1842–2010) | Populace obce Mengabril z let (1842–2010) | Populace obce Mengabril z let (1842–2010) | Populace obce Mengabril z let (1842–2010) |
| ----------------------------------------- | ----------------------------------------- | ----------------------------------------- | ----------------------------------------- | ----------------------------------------- | ----------------------------------------- | ----------------------------------------- | ----------------------------------------- | ----------------------------------------- | ----------------------------------------- | ----------------------------------------- | ----------------------------------------- | ----------------------------------------- | ----------------------------------------- | ----------------------------------------- | ----------------------------------------- | ----------------------------------------- | ----------------------------------------- |
| 1842                                      | 1857                                      | 1860                                      | 1877                                      | 1887                                      | 1897                                      | 1900                                      | 1910                                      | 1920                                      | 1930                                      | 1940                                      | 1950                                      | 1960                                      | 1970                                      | 1981                                      | 1991                                      | 2001                                      | 2010                                      |
| 341                                       | 479                                       | 456                                       | 368                                       | 445                                       | 447                                       | 444                                       | 499                                       | 531                                       | 563                                       | 551                                       | 764                                       | 895                                       | 685                                       | 495                                       | 481                                       | 451                                       | 473                                       |